# Secamone afzelii
Secamone afzelii är en oleanderväxtart som först beskrevs av Johann Jakob Roemer och Schult., och fick sitt nu gällande namn av Karl Moritz Schumann. Secamone afzelii ingår i släktet Secamone och familjen oleanderväxter. Inga underarter finns listade i Catalogue of Life.